# ماساماتسو هیکوساکا
ماساماتسو هیکوساکا (انگلیسی: Masakatsu Hikosaka؛ زادهٔ ۱۸ ژانویهٔ ۱۹۹۱) بازیکن راگبی ۷ نفره اهل ژاپن است.